# Spinolatum mediale
 (novembre 2021).
Genre
Espèce
Spinolatum mediale, unique représentant du genre Spinolatum, est une espèce d'opilions laniatores à l'appartenance familiale incertaine.

## Distribution
Cette espèce est endémique du Guyana. Elle se rencontre vers Tukeit.

## Description
Le mâle holotype mesure 2,2 mm.

## Publication originale
- Goodnight & Goodnight, 1942 : « Phalangids from British Guiana. » American Museum Novitates, no 1167, p. 1–13 (texte intégral).